# Bosnisch-herzegowinischer Eishockeypokal 2011
Der bosnisch-herzegowinische Eishockeypokal (Kup Jaroslava Jandoureka) wurde nach dem Tschechen Jaroslav Jandourek, einem Trainer des HK Bosna aus den 1980er Jahren benannt.

## Modus
Der Eishockeypokal wurde nach dem Abschluss der Hauptrunde der Eishockeyliga 2010/11, aber vor dem Beginn der Play-offs zwischen den vier Ligamannschaften ausgespielt.

## Halbfinale
| 16. März 2011 | HK Alfa Medvjedi Kenan Korjenić (11.) Ross MacLean (40.) Dado Nikulin (43.) | 3:6 (1:2, 0:3, 2:1) Spielbericht | HK Ilidža 2010 Mirzet Hodžić (5.) Amar Lemeš (12., 44.) Dario Brdarić (18.) Dino Čordalija (23., 29.) | Olympiahalle Zetra, Sarajevo |

| 18. März 2011 | HK Stari Grad Vukovi Mirza Hadžić (19.) Omar Halilovic (30.) Haris Mrkva (40.) | 3:4 (0:2, 2:1, 1:1) Spielbericht | HK Bosna Lisice Din Gašević (4.) Aleksandar Knežević (10., 40.) Will Richards (17.) | Olympiahalle Zetra, Halle II, Sarajevo |

## Finale
| 23. März 2011 | HK Bosna Lisice Will Richards (45.) | 1:2 (0:0, 0:1, 1:1) Spielbericht | HK Ilidža 2010 Dino Čordalija (20.) Mirzet Hodžić (45.) | Olympiahalle Zetra, Halle II, Sarajevo |

## Endstand
| Platz | Verein             |
| ----- | ------------------ |
|       | 1. HK Ilidža 2010  |
|       | 2. HK Bosna Lisice |
|       | nicht ausgespielt  |